# Metis (mitologie)
Metis (în greacă Μῆτις, lit. „înțelepciune”, „abilitate” sau „prudență”) este o oceanidă, fiica lui Ocean și a lui Tetis și prima soție a lui Zeus. Cu ajutorul ei, Zeus îl sili pe Cronos să-și verse înapoi copiii înghițiți.
Fiindcă Uranus și Geea i-au prezis că avea să fie detronat de copilul pe care i-l va naște Metis, Zeus a înghițit-o la rându-i pe Metis, care era însărcinată. La împlinirea termenului, din capul cerescului părinte s-a născut Atena.

## Mitologie

### Nașterea Atenei
Potrivit mitului, ea a fost și prima iubită (poate prima soție) a lui Zeus, tatăl tuturor zeilor, dar femeia nu s-a dăruit cu ușurință zeului, transformându-se în o mie de feluri încercând să scape de el, înainte de a renunța. Un alt oracol prezisese că Zeus va fi detronat de un fiu avut de Metis asa ca a decis să o devoreze (din punct de vedere tehnic profeția îi privea pe toți olimpienii, încă de pe vremea lui Uranus și se referea la faptul că primul născut masculin și-ar fi detronat tatăl, ca și Cronos cu Uranus, și Zeus cu Cronos).În ciuda eforturilor zeului, s-a născut Atena, o zeiță feminină, dar cu prerogative masculine.
Zeus a indus-o apoi să se transforme într-o picătură de apă (în mitologia greacă inteligența și viclenia erau reprezentate ca poliforme și în continuă schimbare: Metis, de fapt, este capabila să-și asume orice formă dorește) și a încorporat-o bând-o. Potrivit unei alte versiuni, ea a fost transformată într-o muscă și înghițită de Zeus, care a susținut că uneori auzea vocea lui Metis dându-i sugestii. În acest moment zeul a avut o durere de cap foarte puternică și, datorită ajutorului lui Hefaestus sau Prometeu, a reușit să despartă in doua craniul nemuritor al lui Zeus cu un topor, iar Atena a ieșit din rană.